# Caryanda zhejiangensis
Caryanda zhejiangensis är en insektsart som beskrevs av Wang, Shigui och Z. Zheng 2000. Caryanda zhejiangensis ingår i släktet Caryanda och familjen gräshoppor. Inga underarter finns listade i Catalogue of Life.